# Борки (городской округ Клин)
Борки — деревня в Клинском районе Московской области, в составе Воронинского сельского поселения. Население — 86 чел. (2010). До 2006 года Борки входили в состав Слободского сельского округа
Деревня расположена в северной части района, примерно в 23 км к северо-востоку от райцентра Клин, на безымянном левом притоке реки Берёзовка, высота центра над уровнем моря 125 м. Ближайшие населённые пункты — Атеевка в 1 км на северо-востоке и Кондырино в 2 км на запад.

## Население
| 2002 | 2006 | 2010 |
| ---- | ---- | ---- |
| 75   | ↗80  | ↗86  |

## Известные люди
- Михаил Фёдорович Никитин - Герой Социалистического Труда, бригадир колхоза «Искра Ильича» Клинского района Московской области.